# 栋日布色楞
栋日布色楞（？—1798年），蒙古族，伊克昭盟鄂尔多斯右翼中旗人，鄂尔多斯右翼中旗札萨克多罗贝勒。

## 生平
1773年，栋日布色楞继袭鄂尔多斯右翼中旗札萨克多罗贝勒。1778年，栋日布色楞任鄂尔多斯济农。1798年，因患瘫疾，奉理藩院之命，由什当巴拜接任鄂尔多斯济农之职。1798年，栋日布色楞逝世。